# История народного образования в Англии
История народного образования в Англии. может быть прослежена со времён заселения Англии англосаксами и даже ранее, ко временам римского владычества. В Средние века школы открывались для обучения латинской грамматике, в то время как основным способом овладения практическими навыками было ученичество у ремесленников. Было открыто два университета: в Оксфорде, а за ним в Кембридже. В царствование Эдуарда VI была создана система бесплатных грамматических школ (англ. grammar schools.
До начала XIX века большинство школ страны работало при Церкви Англии (англиканской церкви), но во второй половине XIX века в стране стали создавать систему обязательного бесплатного начального светского образования.
Развивалась и сфера высшего и специального образования; в столице были открыты Университетский колледж Лондона, а затем Королевский колледж — два заведения, составляющие ныне Лондонский университет. Также в начале XIX века был основан Даремский университет. Кроме того, в конце века в крупных городах были открыты так называемые «Университеты из красного кирпича» (англ. redbrick university) — учебные заведения, в которых изучали прикладные или инженерные дисциплины. Это — Бирмингемский университет, Бристольский университет, Ливерпульский университет, Викторианский институт в Манчестере, Лидский университет и Шеффилдский университет.
Закон об образовании 1944 года создал трёхзвенную систему образовательных учреждений, куда вошли грамматические школы, средние общеобразовательные и средние технические школы. Но только в 1972 году планка минимального возраста, ранее которого нельзя покидать школу, была поднята до 16 лет.

## Средние века.
В Англии король Эдуард VI (династия Тюдоров) реорганизовывал существовавшие «грамматические» школы и открывал новые, и тем самым была создана общегосударственная система «грамматических» школ. Теоретически те, кто не мог вносить плату за обучение, могли получить в них образование бесплатно. Фактически же большинство детей эти школы не посещали, так как их семьи были бедными и нуждались в них, как в кормильцах.
В 1564 году в целях регулирования и защиты системы ученичества был принят «Статут о ремесленниках и учениках» (англ. Statute of Artificers and Apprentices). Данный закон запрещал кому бы то ни было заниматься торговлей или ремеслом без предварительного 7-летнего ученичества у мастера (хотя в практике сыновья фрименов могли апеллировать об установлении для них более коротких сроков).
По Закону 1662 года (англ. Act of Uniformity) церквям иных, помимо англиканского, вероисповеданий было разрешено создавать академии для образования студентов, которые не могли принимать уставные требования англиканской церкви, выполнение которых обусловливало получение образования в системе её учреждений. Некоторые из этих «иноверческих академий» (англ. dissenting academies) действуют до настоящего времени. Старейшей из них является баптистский колледж в Бристоле (англ. Bristol Baptist College). Ряд колледжей Оксфорда (Манчестерский колледж Харриса, Мэнсфилд-колледж и Regent’s Park) также были изначально созданы под эгидой этого закона.
С 1692 года для обеспечения образованием детям из бедных семей, незаконнорождённым и сиротам обоих полов, наряду с регулярной системой ученичества у ремесленников, закон Закон Елизаветы «о бедных» создал систему приходского ученичества (англ. parish apprenticeship). На практике в этой системе учебных заведений, как правило, учились мальчики, генетическое происхождение которых рассматривалось как благоприятная предпосылка для предоставления им образования. Приходское ученичество учреждалось постановлением двух мировых судей. Учащиеся направлялись подмастерьями в отрасли достаточно низкого социального статуса, например, на сельскохозяйственные фермы, кирпичные заводы и в качестве прислуги в богатые семьи.
Начиная

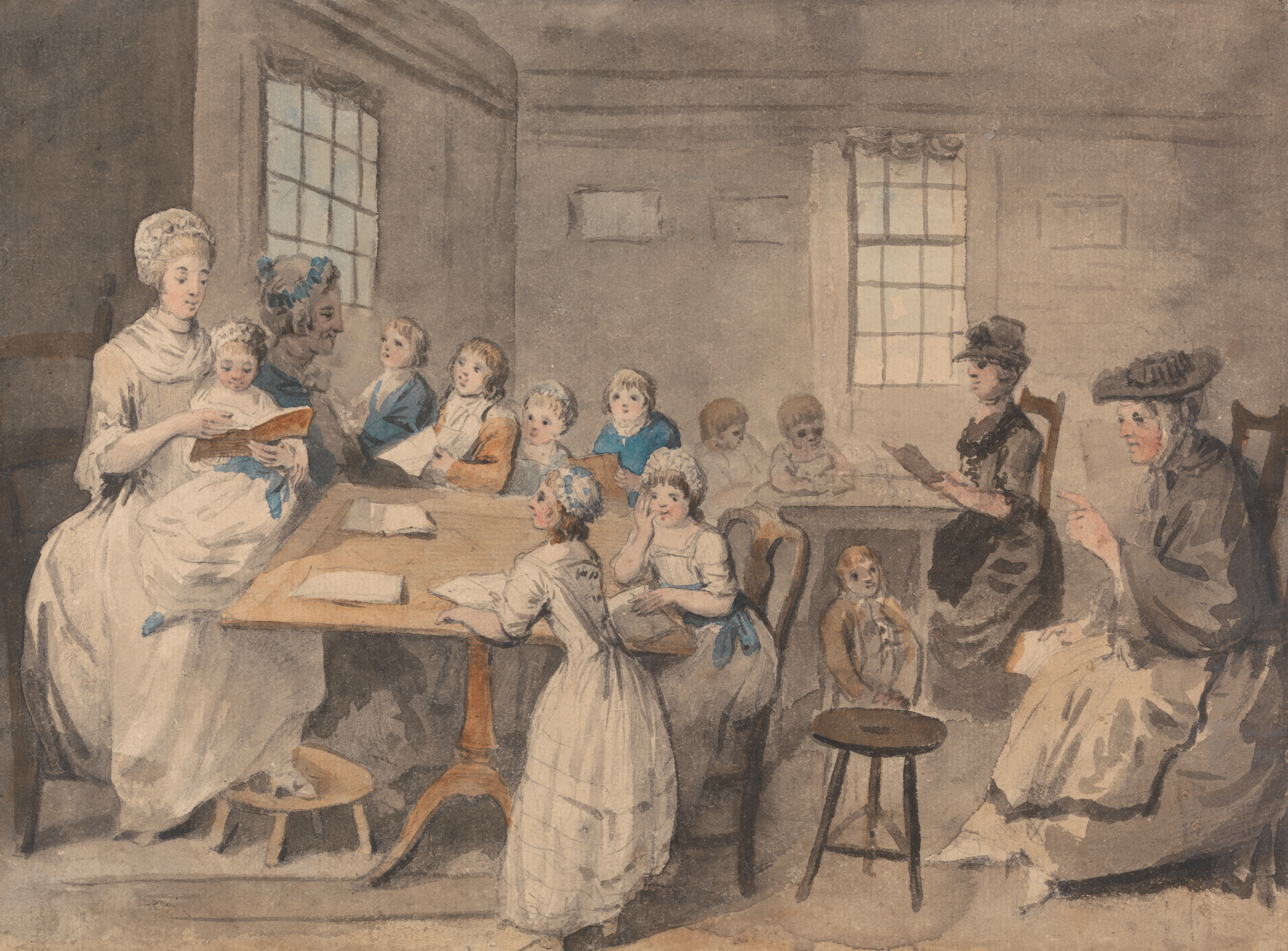
«Урок чтения в дамской школе». картина Элиаса Мартина

Средних веков и вплоть до конца XIX века предполагалось (а в некоторых учебных учреждениях требовалось) принятие духовного сана или вступление в церковную должность выпускниками университетов и многими школьными учителями. Лица женского пола («классные дамы») допускались для преподавания в «дамских школах», благотворительных школах, а также в широко развитой системе «неформальных деревенских школ», где обучение детей осуществлялось силами грамотных односельчан. Учительницам, как правило, препоручался один из трёх предметов обучение: чтение, письмо или арифметика (в английском языке эти предметы назывались «три R», от англ. Reading, wRiting, aRithmetic).

## XVIII век.
В первые годы промышленной революции предприниматели стали оказывать сопротивление требованиям, которые накладывала система ученичества, обязывавшая их предоставлять образование своим подмастерьям. В конце концов им удалось добиться принятия поправки, согласно которой «Статут о ремесленниках и подмастерьях» не распространялся на производства и коммерческие учреждения, которых не существовало на момент принятия статута (до конца 1564 года включительно). Тем самым множество предприятий, вновь возданных на протяжении XVIII века, были избавлены от затрат, необходимых для предоставления образования своим подмастерьям.
В 1757 году потомственный книгоиздатель, владелец «Gloucester Journal» Роберт Рейкс начал пропаганду движения за воскресные школы. Начало этому движению положила школа для мальчиков, которую Рейкс открыл в трущобах на часть наследства, полученного им по смерти отца, также крупного издателя. Выступая в защиту тех детей, которых в соответствии с «законом о бедных» помещали в работные дома (в то время это сопровождалось и тюремным заключением), Рейкс утверждал, что зло лучше предотвратить, нежели преследовать. Лучший способ Рейкс усматривал в школьном образовании. Поскольку рабочая неделя была шестидневной, мальчикам с фабрик для учёбы оставалось только воскресенье. Кадры учителей для этих школ удавалось набрать только из числа мирян. Учебником была Библия, и первоначально программа предполагала обучение чтению, с последующим переходом к катехизису.
Рейкс пропагандировал воскресные школы через газеты и в первые годы нёс большую часть затрат на их содержание. В июле 1780 года в своём доме г-жа Мередит начала проводить занятия с мальчиками; впоследствии она стала перепоручать обучение младших тем старшим, которых сама обучила. В течение двух лет в Глостере было открыто несколько таких школ. Позже стали обучать и девочек. 3 ноября 1783 года Рейкс опубликовал отчёт о работе воскресных школ в своей газете, и статью в «Gentleman’s Magazine», а в 1784 году в «Arminian Magazine». Первоначально распорядок был следующим: «дети приходили после десяти утра и оставались в школе до двенадцати, затем они возвращались домой и должны были вернуться к часу дня, и по окончании уроков их препровождали в церковь. По окончании службы они должны были повторять катехизис, и после пяти вечера их отпускали с предписанием вернуться домой без шума».
Движение за воскресные школы было встречено агрессивной критикой: их называли в насмешку «школами отрепьев Рейкса» (англ. “Raikes’ Ragged School”). Противники воскресных школ стали доказывать, что они якобы ослабят домашнее религиозное образование, причём наиболее ортодоксальные из них апеллировали к указанию Библии «помнить день субботний» (христиане под «днём субботним» подразумевают воскресенье). «Диспуты о дне субботнем» (англ. Sabbatarian disputes) привели к тому, что в 1790-е годы во многих воскресных школах прекратили учить письму: как затраты труда на вождение пером радикальные христианские ортодоксы трактовали, подобно иудеям, как «работу».
Большинство школ в XVIII веке сосредотачивалось на обучении грамматике, которая фокусировалась в то время на изучении латыни и древнегреческого. Во многих школах эти языки исчерпывали весь учебный курс, и другие предметы там не преподавались.

## XIX век.
До XIX века школ было недостаточно, а существовавшие управлялись церковью, делавшей упор на богословском образовании. Англиканская церковь сопротивлялась попыткам государства обеспечить светское образование, и потому церковно-приходские школы по-прежнему оставались неотъемлемой частью школьной системы государства.
В 1814 году обязательное обучение подмастерьев было отменено. К 1831 году воскресные школы в Великобритании за неделю посещало до 1250 тысяч детей, или около 25 %. Поскольку эти школы предшествовали первой государственной системе финансирования массовых школ, их иногда рассматривают как предвестников современной школьной системы в Англии.
В 1820 году С. Уайльдерспин открыл первую начальную школу в городке Спиталфилдс.
В августе 1833 года парламент страны впервые утвердил ежегодные ассигнования на строительство и содержание школ для бедных. Таким образом в Англии и Уэльсе государство впервые стало непосредственно поддерживать систему народного образования (в Шотландии программы всеобщего образования государство осуществляло ещё с 1561 года.
В 1837 году в Манчестере была создана ассоциация школ под руководством Марка Филипса. Ассоциация предложила финансировать неконфессиональные школы из местных налогов. В том же году бывший Лорд-канцлер от партии вигов Г.Броэм провёл Билль об общественном образовании (англ. Bill for public education).
В 1839 году государственные субсидии на строительство и содержание школ были привязаны к добровольным пожертвованиям организаций, и поставлены в зависимость от результатов инспекции этих учреждений.
В 1840 году закон о школах грамоты (англ. Grammar Schools Act) расширил обязательную учебную программу школ грамоты, добавив к классическим языкам науки и литературу.
Вплоть до 1870 года образование продолжало оставаться во многом частным делом. Богатые родители отправляли своих детей в платные школы, в то время как другие могли использовать лишь те возможности, которые предоставлялись в месте проживания.

### Закон Форстера

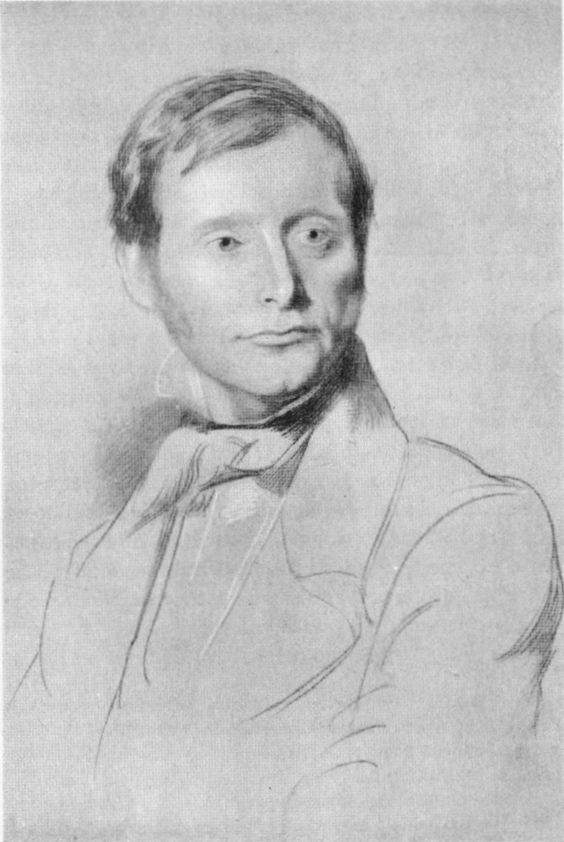
У. Э. Форстер, автор закона об образовании 1870 года

В 1870 году закон Форстера (Закон о начальном образовании англ. Elementary Education Act) потребовал создания частично финансируемых государством школ-интернатов, которые обеспечивали бы получение начального образования в местностях, где таковое было недоступно. Школы-интернаты (пансионы) управлялись выборными школьными советами; за образование взималась плата. Предыдущая система правительственных субсидий, созданная в 1833 году, закончила действовать через 38 лет, 31 декабря 1870 года.

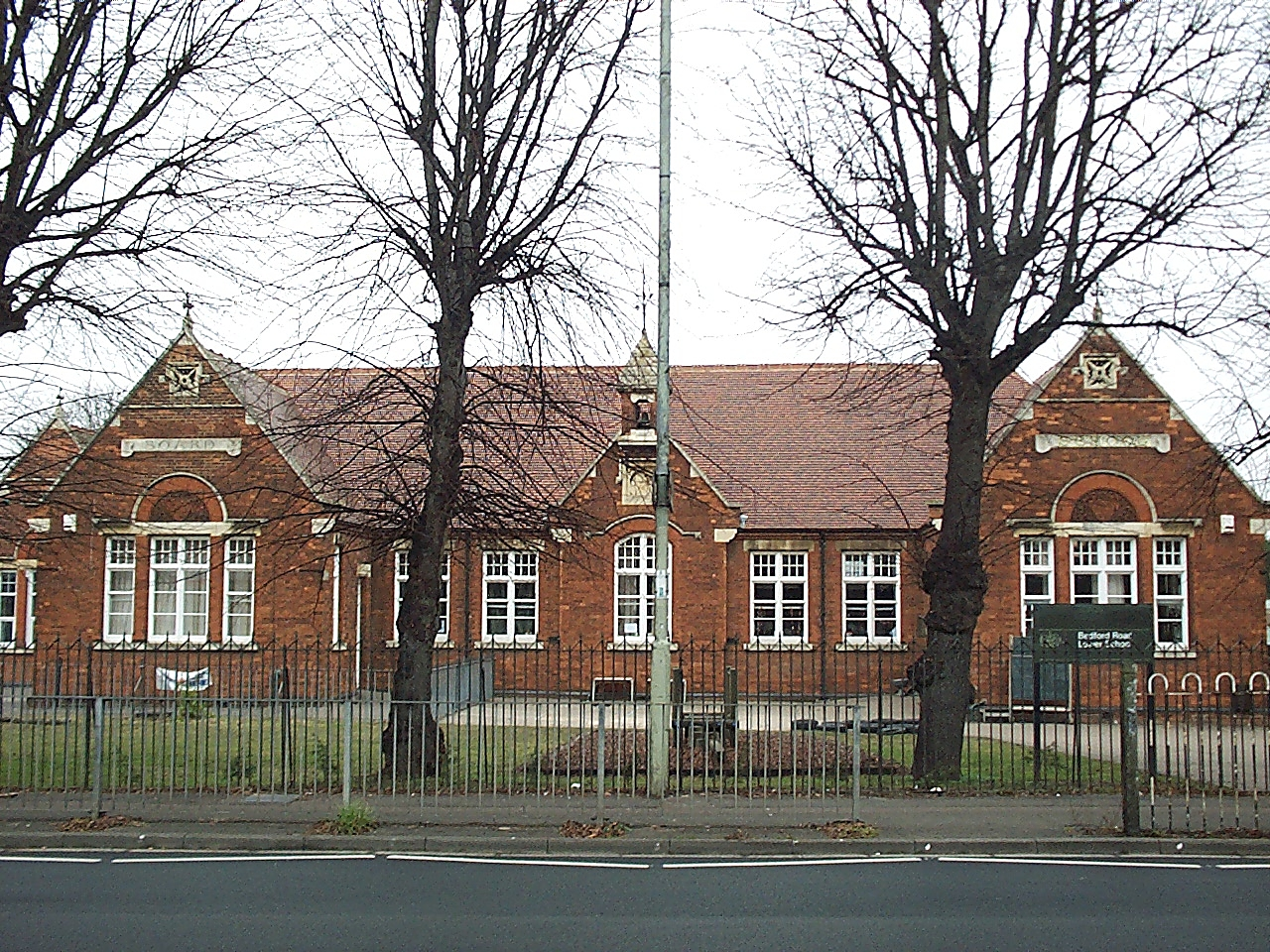
Школа-интернат в Кемпстоне, графство Бедфордшир.

После введения Закона о начальном образовании 1870 года в начале последней трети XIX века обязательность посещения школы становится неукоснительным требованием, неисполнение которого перестала зависеть от наличия местных возможностей: независимо от наличия школы поблизости дети были обязаны учиться. Это стало важной вехой в развитии английской системы школьного образования. Ранее дети в возрасте от 5 до 10 лет были обязаны посещать школу (в некоторых сельскохозяйственных районах по усмотрению местных властей допускался более ранний уход.
Этот закон, известный также как «Закон об образовании Форстера», действовавший в Англии и Уэльсе, способствовал выработке концепции обязательного образования для детей в возрасте до 13 лет. Хотя изначально этот закон не требовал обязательной посещаемости школ, тем не менее, благодаря ему были созданы предпосылки обучения детей до 10-летнего возраста. В районах, где получение образования составляло проблему, избирались школьные советы. Эти советы могли по своему усмотрению, издавать местные подзаконные (впоследствии утверждаемые парламентом акты, которые требовали обязательного, под угрозой штрафа, посещения школ детьми. Предусматривались и исключения, например, по болезни, или если школа находилась далее определённого расстояния (для начальной школы 1 миля, максимум полторы), или если школа не была сертифицирована по стандартам (их устанавливали сами советы), которые стали по закону 1880 года обязательными по всей территории Англии и Уэльса.

### Введение обязательного образования
В расширение Закона 1870 года 10 лет спустя был принят Закон о начальном образовании 1880 года, который потребовал обязательного посещения школ детьми в возрасте 5-10 лет. На практике обеспечить обязательное обучение детей из бедных семей было не всегда легко. Некоторые семьи, страдавшие от нищеты, были вынуждены отправлять детей на заработки. Инспекционные проверки на дому в целях выявления детей, не посещавших школу, зачастую оказывались неэффективными. Впоследствии от нанимателей детей в возрасте до 13 лет под угрозой штрафа стали требовать предъявления документов, доказывающих наличие образования у своих малолетних работников..
В 1891 году по Закону о бесплатном образовании государство приняло на себя оплату обучения в размере до 10 шиллингов в неделю.
В 1893 году вступил в силу закон о начальном образовании и посещении школы (англ. Elementary Education (School Attendance) Act). По этому закону минимальный возраст выпускников школ был увеличен до 11 лет. Позже в этом же году действие этого закона было распространено на слепых и глухих детей, которые ранее не имели средств к официальному образованию. Поправка 1899 года увеличила минимальный возраст выпускников школ до 12 лет, а впоследствии эта планка была поднята до 13 лет.
В том же году был принят закон о начальном образовании детей-инвалидов (англ. Elementary Education (Blind and Deaf Children) Act). Он распространил обязательное образование на слепых и глухих детей, а также предусмотрел создание для них специальных школ.

Всего в 1893 году в Англии и Валлисе, при населении в 29.731.100 человек, было 19.577 народных школ, рассчитанных на 5.762.617 учащихся, которые ежедневно посещали в среднем 4.100.030 учащихся. Помимо них, работало ещё 1.604 вечерние школы. В Шотландии (населением в 4.093.959 душ) работало 3.004 школы, рассчитанные на 737.797 учащихся. Их ежедневно посещали в среднем около 542.851 учеников— Фальборк Г., Чарнолусский В. Начальное народное образование // Энциклопедический словарь Брокгауза и Ефрона : в 86 т. (82 т. и 4 доп.). — СПб., 1890—1907.
Школьный закон 1897 года предусмотрел ассигнования общественным начальным школам, которые не финансировались школьными советами (как правило, церковным школам).
В конце викторианской эпохи прошла реорганизация гимназий (школ грамоты). Их учебные планы были модернизированы, хотя обучение латыни всё ещё сохранялось.

### Техническое образование
В 1890 году парламент издал закон, обязывавший местные власти направлять на цели расширения системы технического образования часть акцизов на виски и другие спиртные напитки. Это дало средства для создания многих технических училищ (колледжей).

## Первая половина XX века
В апреле 1900 года в национальной системе школьного образования появились более высокие начальные школы, которые предоставляли образование с 10 до 15-летнего возраста.

### Закон Бальфура (1902)
В 1902 году на смену школьным советам пришли локальные органы системы образования (en:Local Education Authority), которые действуют по настоящее время. Закон об образовании 1902 года (en:Education Act 1902), или Закон Бальфура (англ. The Balfour Education Act) были созданы локальные органы системы образования (en:local education authority (LEA), в ведение которых были переданы от бывших школьных советов и школьных советовen:board school. Финансирование школ грамоты (гимназий) также было передано LEA. Особое значение этого закона состояло в том, что он предоставил возможность всем школам, включая конфессиональные, получать финансирование из местных бюджетов.

### Закон Фишера (1918)
Закон об образовании 1918 года (en:Education Act 1918), или Закон Фишера сделал среднее образование обязательным до 14-летнего возраста и возложил поддержание средних школ на государство. По этому закону многие «высшие начальные школы» и обеспеченные грамматические школы  получили возможность перейти в статус финансируемых государством центральных школ (англ. central school) или средних школ (англ. secondary school). На практике большинство детей не переходили в новые школы для продолжения среднего образования, а посещали начальные (элементарные) школы до 14 лет.
В 1918 году была введен Закон об образовании, разработанный Гербертом Фишером. Закон требовал обязательного обучения в школе с 5 до 14 лет, а также содержал положение, предусматривавшие обязательное дополнительное обучение (part-time education) для всех в возрасте от 14 до 18 лет. Одновременно было предложено дальнейшее расширение закона в сторону т. н. третичного образования (англ. en:tertiary education) путём дальнейшего повышения верхней планки до 18 лет, однако в условиях Первой мировой войны из-за сокращения государственных расходов это предложение было отклонено. Это был первый закон, в соответствии с которым были разработаны программы обучения до достижения 18-летнего возраста. Окончательно закон 1918 года вступил в силу специальным актом, принятым в 1921 году.
В 1929 году был принят «Закон о местном самоуправлении» (англ. en:Local Government Act), по которому школы, открытые в соответствии с «Законом о бедных» (англ. Poor Law school), получили статус начальных школ, финансируемых государством.

### Доклады Спенса и Норвуда
В 1938 году комитет под председательством Уилла Спенса, бывшего вице-канцлера Кембриджского университета, опубликовал доклад, рекомендовавший производить приём в школы грамоты (гимназии) и технические школы на основе тестирования интеллекта. В развитие этого доклад Норвуда (1943 год) сформулировал идею трёхзвенной сегментации системы среднего образования (англ. tripartite division). Эта концепция была реализована в Законе об образовании 1944 года.

### Закон Батлера (1944)
Закон об образовании 1944 года, относящийся к Англии и Уэльсу, известен как Закон Батлера (от имени автора Рэба Батлера). Он определил современную границу между начальным и средним образованием возрастом 11 лет и повысил возраст окончания школы до 15 лет. В установленной законом трёхзвенной системе (en:Tripartite System) грамматическая школа (grammar school) была определена, как место обучения одарённых детей (academically gifted). Степень одарённости определяется фильтрующим экзаменом. Поначалу экзамен назывался (англ. «Scholarship»); впоследствии переименован в «Классификационные испытания» (Grading Test), а затем в экзамен 11+. Дети, не прошедшие испытаний, направлялись в technical school или en:secondary modern school.
Изменения в подходе государства к образованию состояли в том, что прекращение школьного обучения в возрасте 14 лет стало считаться ненормальным, так как именно в юности  дети могут по-настоящему понять и оценить значение образования. Этот же возраст стал рассматриваться как худший для внезапного перехода от обучения к работе. Потери общества от недоиспользования рабочей силы этих детей были компенсированы повышением общего уровня квалификации работников в экономике.
Ввод в действие Закона 1944 года в связи со Второй мировой войной оказался отсрочен до апреля 1947 года England..

## Послевоенный период
В 1947 году минимальный возраст завершения обязательного образования был установлен в 15 лет. Закон 1944 года также рекомендовал обязательное дополнительное образование для всей молодёжи в возрасте до 18 лет, однако эта оговорка была отменена ради экономии бюджетных средств, ссылаясь на послевоенное время — та же судьба постигла аналогичную оговорку Закона 1918 года.
В послевоенные годы трёхзвенная система стала вызывать споры — en:Debates on the grammar school. Критики осуждали её как ориентированную на элиту, защитники же утверждали, что гимназии (школы грамоты) позволяют учащимся получать хорошее образование благодаря своим интеллектуальным достоинствам, а не уровню дохода семьи. В некоторых районах страны, в особенности, находящихся в ведении Лондонского советаen:London County Council, стали создавать общеобразовательные школы (en:comprehensive school).
Для принятия в них не надо было проходить тесты, и в школы эти мог попасть любой ребёнок, проживающий в микрорайоне школы. Однако, несмотря на поддержку 'многосторонности' ('multilateralism') средних школ (secondaries), и на желание поднять стандарты современных средних школ (secondary moderns) до уровня частных учебных заведений, большинство депутатов-лейбористов, а также министры образования начиная с Эллен Уилкинсон, последовательно проводили положения Закона 1944 года. Эту линию продолжил её преемник Джордж Томлинсон, в то время как среднее техническое образование в стране оставалось недоразвитым.
В 1965 году лейбористское правительство запросило все графства Англии и Уэльса предложения по постепенному демонтажу трёхсторонней системы и развитию сети общеобразовательных школ. После этого, некоторые гимназии стали полностью независимыми, взимая плату за обучение, сохраняя при этом «grammar school» в своём фирменном наименовании.
Проведение этой реформы оставлялось на усмотрение графств, и поэтому в некоторых округах по-прежнему действует трёхсторонняя система. Однако гимназии («grammar school»), остающиеся под управлением государства, практикуют при приёме тест на отсев, утверждаемый местными властями.

### Увеличение возрастной планки до 16 лет
С 1964 года началась подготовка к повышению минимального возраста выпускников до 16 лет. Это положение вступило в силу 1 сентября 1973 года и действует до настоящего времени. В 1973 году также был введён в действие введение «Закон об образовании (трудовой практике)» (англ. Education (Work Experience) Act), который разрешил LEA (англ. Local education authority) организовать трудовую практику для учеников дополнительного года обучения (англ. additional final year). В некоторых графствах Англии и Уэльса, в ходе подготовки к переходу к 16-летнему рубежу в 1968 году были созданы средние школы (англ. Middle school), ученики которых обучались на год больше в начальных или младших классах. Математически число учащихся школ в этих районах должно было возрасти на один годовой поток, фактически же из-за демографической ситуации этот прирост оказался практически незаметным. По состоянию на 2007 год в Англии было менее 400 средних школ, которые находились в ведении 22 местных органов народного образования.
Увеличение минимального возраста выпускников школ с 15 до 16 лет коснулось всех принятых в предыдущие годы, в результате чего в 1973 году имела место нехватка выпускников, которые по закону, должны были пройти полный дополнительный год обучения в школе.
В районах, где не были созданы средние школы нового типа (англ. Middle school), существующие школы оказались неприспособленными к обеспечению нового годового потока (он называется 5-м годом обучения, 5th year) помещениями классов. Для решения этой проблемы пришлось приступить к пристройке новых помещений к этим школам, так называемых «пристроек (блоков) ROSLA» (англ. ROSLA Buildings/Blocks). По проекту блоки ROSLA рассматривались только как паллиатив и не предназначались для долгосрочной эксплуатации. Однако, они простояли гораздо дольше изначально запланированного срока, и некоторые эксплуатируются и до настоящего времени.
В XX веке потребность в организации ученичества на промышленных предприятиях снизилась. Этому дополнительно способствовало, начиная с 1970 года, общее снижение численности класса рабочих, что было обусловлено переносом тяжёлой промышленности в другие страны, а также практическим исчезновением категории (ремесленников). Традиционное ученичество снизилось до минимальных, редких примеров соответствующих образовательных программ в отдельных, нетипичных отраслях промышленного производства.
В конце 1970-х годов после мировых кризисов в Англии стал расти уровень безработицы среди молодёжи, что в свою очередь повлекло за собой спорадическое возникновение беспорядков. Для снижения остроты этой проблемы лейбористское правительство Каллагэна приступило к разработке программы расширения карьерных возможностей для молодёжи от 16 до 18 лет (англ. Youth Opportunities Programme). Утвердить эту программу и приступить к её реализации удалось только в 1978 году. Однако на выборах 1979 года победили консерваторы, и дальнейшая работа по этой программе проходила уже при их правительствах.

## При правительствах консерваторов (1979—1997)
На выборах 1979 года пришла к власти Консервативная партия во главе с Маргарет Тэтчер. В 1980 году были осуществлены две акции:
1. Была дополнена программа Youth Opportunities Programme, которую разработали ещё лейбористы и которая начала действовать с 1978 года. По обновлённой программе проработали ещё 2 года, после чего на смену ей в 1983 году пришла программа en:Youth Training Scheme.
2. Была введена схема поддержки школьных мест (en:Assisted Places Scheme), по которой некоторых одарённых детей, лишённых материальных возможностей получения образования на платной основе, могли принимать в платные школы при условии прохождения вступительных экзаменов и при наличии в этих школах свободных мест[27].

В 1986 году в попытке оживить систему профессиональной подготовки были введены Национальные образовательные стандарты (NVQ, en:National Vocational Qualification). Тем не менее, на 1990 год ученичество составляло только две трети процента от общего числа учащихся.

### Образовательная реформа 1988 года
Закон о реформе образования 1988 года значительно изменил всю систему образования. Вся сфера народного образования была реорганизована наподобие «рынка», на котором школы должны были выступать друг по отношению к другу как конкуренты за «клиентов», роль которых играют ученики. Если раньше целью работы школ считалось обучение грамотности, наукам и другие виды образования, то в новой концепции школа рассматривается как продавец образовательных услуг. В теории эта схема должна была привести к тому, что «хорошие» школы процветали бы за счёт притока учеников, а «плохие», теряя источник дохода, стояли бы перед выбором — «улучшить» качество образования или быть вытесненными с рынка, вплоть до их закрытия.
Реформы включали следующее:
- Была введена Государственная учебная программа, в соответствии с которой школам был определён набор обязательных предметов и учебных курсов (ранее этот набор не был закреплён законом, и школы следовали традиции).
- Система Standard Assessment Tests (SATS) была преобразована в систему Государственной оценки исполнения учебной программы (en:National curriculum assessment). Экзамены для выведения этой оценки проводятся по чётырёхпороговой схеме: «пороги» (Key Stages) с 1-го по 4-й соответствуют возрасту учащихся 7, 11, 14 и 16 лет. Оценка 4-го порога (16 лет) соответствует государственному экзамену en:GCSE.
- Была организована информационная подсистема — общенациональный свод показателей агрегатной «успеваемости» каждой школы. Эти показатели регулярно публикуются в газетах; кроме того, соответствующие данные в разрезе административно-территориального деления страны выводятся и обновляются на правительственном интернет-сайте www.dfes.gov.uk, который доступен для всеобщего обозрения[28].
- Была разработана «Формула финансирования» (Formula funding), в соответствии с которой школы, привлекающие больше детей, получали и большие суммы денег.
- Была восстановлена система открытого зачисления (англ. Open Enrolment), помогающая родителям сделать выбор школу, в которую определять ребёнка, а также контролировать процесс зачисления, проводимого на основе тестов.
- Школам было предоставлено право, с согласия большинства родителей учащихся, выводить себя из системы местного государственного контроля, переходя в статус школ, субсидируемых напрямую из центрального бюджета(англ. en:grant maintained school). Как правило, правительство располагает большими средствами, чем могут предоставить школам местные бюджеты. Это было расценено как политический шаг консерваторов, с учётом того, что, в отличие от центрального правительства, эта партия не играет ведущей роли в местных администрациях.

### Реформа системы ученичества
В 1994 году на основе концепции, разработанной en:Sector Skills Councils, правительство ввело схему «Современного ученичества» (англ. Modern Apprenticeships). В этой схеме предусмотрено несколько параметров, подлежащих специальной сертификации:
- «технический сертификат» (англ. Technical Certificate) — параметр, основанный на сертификации навыков, осуществляемой на основе квалификационных тестов;
- «образовательный сертификат» — параметр оценки компетентности (как правило, в рамках стандартов NVQ, en:National Vocational Qualification);
- «базовые навыки» (англ. Key Skills) — грамотность и счёт (владение языком и арифметикой)[29].

### Закон об образовании 1996 года
В течение 1976—1997 гг. время выпуска из школы по достижении предельного возраста определялось следующим образом:
- дети, чей 16-й день рождения приходился на период с 1 сентября до 31 января включительно, могли завершить обязательное школьное образование в конце весеннего семестра (на следующую Пасху).
- дети, чей 16-й день рождения приходился на период с 1 февраля по 31 августа включительно, могли завершить обязательное школьное образование в пятницу перед последним понедельником мая.

В соответствии со статьёй 8(4) Закона об образовании 1996 года, начиная с 1998 года и впредь была установлена единая дата окончания школы для всех учащихся. Это — последняя пятница в июне учебного года, в котором ребёнок достигает 16-летнего возраста.

## С 1997 года
На всеобщие выборы 1997 года лейбористская партия вышла с мантрой «Образование, образование, образование», которая повторяла лозунг их предвыборного съезда. Победа на выборах вернула лейбористов к власти, однако в соответствии с доктриной неолейборизма многие изменения, осуществлённые во время предшествующего пребывания у власти консерваторов, остались нетронутыми.
Тем не менее, в системе среднего, а также высшего образования прошёл ряд реорганизаций:
- Прежние акценты лейбористов в отношении Комплексной системы (Comprehensive system) были смещены, и в фокусе внимания оказалось индивидуализированное образование, скорректированное в соответствии со способностями каждого ребёнка. Аналитики усмотрели в этом элементы изначальных целеустановок создателей трёхсторонней системы.
- Субсидирование школ напрямую из центрального бюджета было отменено, и всем школам, имевшим статус GM schools, было предложен выбор либо перейти на финансирование из местных бюджетов (статус англ. maintained community school), либо перейти на финансирование из частных фондов (статус англ. en:Foundation school).

Известный государственный экзамен «11+» был отменён по всей Великобритании, и дети уже не испытывают эмоциональные стрессы при подготовке к нему, как это некогда было. Тем не менее, в некоторых районах Великобритании, где ещё сохранились оригинальные школы грамоты (гимназии), такое тестирование проводится на добровольной основе. В число этих районов входят: Северная Ирландия и некоторые графства и районы Англии, в том числе Девон, Дорсет, Кент, Бакингемшир, Эссекс, Бирмингем, Траффорд, Уилтшир, Норт-Йоркшир, Колдердейл, Керклис, Wirral, Уорикшир, Глостершир, Линкольншир. Из числа районов Лондона Боро Лондона это Бексли, Кингстон-апон-Темс и Редбридж.
Время от времени предпринимались безуспешные кампании за ликвидацию пока ещё остающихся в системе народного образования школ грамоты (гимназий). Эти гимназии остаются как селективные и, как правило, охватывают 10-25 % от общей площади покрытия образовательными учреждениями. Некоторые из ещё существующих гимназий Соединённого Королевства ведут свою историю с XVI века и даже ранее.
- Лейбористы продолжили начатый консерваторами курс на создание специализированных школ (en:specialist school). Этот новый тип средней школы осуществляет преподавание по Национальной учебной программе, и в дополнение к этому — ряда дисциплин, не преподаваемых в большинстве обычных школ (например, обучение предпринимательству). Этим школам предоставлено право выбирать до 10 % своих учеников.
  - Цифры: В 1997 году насчитывалось 196 таких школ, а на август 2002 года уже 1000. К 2006 году планировалось довести их число до 2000, имея в виду перспективу преобразования всех средних школ в специализированные.

В 1998 году в Англии стартовала программа en:Beacon Schools programme. Целью её было оказание помощи школам с высокими показателями работы в формировании партнёрских отношения друг с другом, чтобы их пример эффективной работы использовали другие школы. В августе 2005 года на смену ей пришли программы: en:Leading Edge Partnership для средних школ (secondary schools) и Primary Strategy Learning Networks (PSLNs) для начальных (at the primary level).
- В сентябре 1998 года была введена категория учителя передовых способностей (англ. en:Advanced Skills Teacher), предусматривающая повышенную оплату высококвалифицированным педагогам[32]. Доплата осуществляется после прохождения государственной сертификации и предполагает, что учитель делится своим производственным опытом с коллегами из других школ[33].
- В апреле 2000 года появилась новая категория школ — городские академии (англ. City Academies). Это школы, организуемые на месте тех, которые закрылись из-за оттока учеников, и действующие по схеме городских технологических колледжей (англ. city technology college, CTC). Это независимый тип учебных заведений, неподконтрольный местным органам народного образования, и финансируемый за счёт заинтересованных третьих лиц — предприятий, благотворительных учреждений или частных лиц. Первые 6 таких «академий» были открыты в Лондоне, Ливерпуле и Миддлсборо в декабре 2000 года, и специализировались в одной и той же области информационных и коммуникационных технологий[34].
- В территориальном управлении процессами развития образовательных учреждений появилось понятие «Зон действия» (англ. en:Education Action Zones, EAZ). На территориях, испытывающих деградацию, с участием групп школ, местных органов народного образования, предприятий и родителей создаются инициативные органы — «форумы действия» (англ. action forum), целью которых является повышение качества образования на этих территориях. С 1998 года было создано 73 таких зоны, сроком на 3 года с возможным продлением ещё на 2 года[35].

Были переименованы либо преобразованы профессионально-квалификационные стандарты (Vocational qualifications):
- - GNVQ разделены на Vocational GCSE и AVCE.
  - Рамки NVQ были раздвинуты, так что стало возможным получение NVQ эквивалентной степени.
- В 1998 году лейбористы приступили к реализации пакета программ «Новый курс» (New Deal). Название заимствовано от известной серии антикризисных программ в США 1933-36 годов (см. «Новый курс Рузвельта»); с октября 2009 года употребляется название «Гибкий новый курс» (англ. Flexible New Deal). В рамках «Нового курса» длительно безработным (в Великобритании — те, кто не имеет работы в течение 6 месяцев и более), в частности, выделялись средства для дообразования и профессиональной подготовки сроком до 12 месяцев[36].

Компании, получавшие средства на организацию таких учебных курсов для безработных, иногда экономили на аренде помещений, не обеспечивая нужного числа учебных мест и других условий обучения. Такие курсы оказывали на безработных «деморализующее воздействие», и с лета 2011 года программа будет отменена. Вместо неё коалиционное правительство будет проводить программу «Единая работа» (англ. Single Work) .
- В сетке школьных программ выделены часы для на предметы «Грамотность» и «Числовая грамотность», а также разработаны тесты для определения степени освоения этих предметов.
- Определены критерии для борьбы с прогулами.
- Максимальная наполняемость классов для детей 5-7-летнего возраста ограничена 30 учениками.
- Была введена схема финансовой поддержки обучения учащихся в возрасте от 16 до 18 лет (Education Maintenance Allowance, EMA), желающих получить образование 3-го уровня, включая A-level, GCSE, BTEC GNVQ, NVQ при очной форме обучения. С 2011 года схема отменена в целях сокращения бюджетного дефицита[38].
- В 2000 году была введена система критериев оценки производительности учителей (англ. Performance Threshold), используемая в расчёте надбавок к заработной плате более квалифицированным преподавателям. В числе этих критериев — успеваемость учеников, в связи с чем профсоюзы выступили против этой формальной схемы, а Национальный Союз Учителей оспорил эту шкалу расценок в судебном порядке.
- В сентябре 2000 года была введена программа «en:Curriculum 2000», в соответствии с которой система дальнейшего образования была реструктурирована для приспособления к действующей схеме градаций (уровни AS, A2 и Key Skills)[39].
- В 1997 году Тони Блэр объявил о прекращении оказания помощи учащимся по схеме поддержки школьных мест (Assisted Places Scheme), введённой правительством консерваторов в 1980 и начавшей действовать с 1981 года[27].

## XXI век
- 18 октября 2004 года комиссия во главе с бывшим главным инспектором школ Томлинсоном представила предложения о реформировании учебных программ и курсов повышения квалификации для молодёжи 14-19 лет. Комиссия рекомендовала ввести диплом единого образца, в котором были бы объединены как академические, так и профессионально-квалификационные дисциплины с тем, чтобы все ученики имели оценки по основному набору знаний и навыков. Консервативная партия внесла альтернативные предложения, предусматривающие отход от существующий системы критериальных оценок и возврат к нормативным оценкам для уровня «A-level».
- В 2003 году в порядке подготовки к принятию en:Children Act 2004 правительство издало Зелёную книгу «Каждый ребёнок значим» (en:Every Child Matters). Большое влияние на её подготовку оказал проходивший в обществе с 2000 года анализ обстоятельств убийства 8-летней Виктории Климби. Призывая увеличить усилия, направленные на поддержку семьи и занятости как факторы, оказывающие решающее влияние на жизнь детей, авторы указали на необходимость вмешательства прежде, чем ребёнок дойдёт до кризисной точки, и предотвратить выпадения детей из зоны, в которой им ещё можно оказать помощь. Особо указывалось на необходимость высоких педагогических качеств тех, кто работает с детьми, и обеспечить педагогам достойное вознаграждение. После прихода в 2010 году к власти коалиционного правительства перспективы финансирования данной программы остаются неясными[40].
- В январе 2007 года министр образования Великобритании объявил о планах увеличить возраст выпуска со школы до 19 лет до 2013 года. Это должно было поднять выпускной возраст впервые с его повышения в 1972 году, когда обязательное образование продлили до 17 лет. Данное изменение также включает в себя такой вид обучения, как ученичество и работо-ориентированное обучение вместо эксклюзивно предлагаемого продолжительного академического обучения.[41]